# Бочины
Бочины — дворянский род.
Известия об этом роде впервые появляются в 1558 году, когда Семён Васильевич Бочин, прозванный Овчина, и Иван Бочин упоминаются в ливонском походе.
Василий Афанасьевич, дворянин Шелонской пятины, убит при осаде Смоленска в 1634 году. Роман Бочин находился дьяком в холопьем приказе в 1688 году. Роман Афанасьевич дьяк в 1692 году.
В списке владельцев населённых имений в 1699 году встречается один Бочин.